# David Bárcena Ríos
David Roberto Bárcena Ríos, né le 26 décembre 1941 à Celaya et mort le 22 février 2017 à Delicias, est un cavalier et un pentathlonien mexicain.

## Carrière
David Bárcena Ríos obtient le bronze aux Jeux panaméricains de 1975 en concours complet par équipe avec Manuel Mendívil et Maríano Bucio.
Il est médaillé de bronze aux Jeux olympiques de Moscou en 1980 en concours complet par équipe avec Manuel Mendívil, José Luis Pérez Soto et Fabián Vázquez.